# The Foreigner: Black Dawn
The Foreigner: Black Dawn (Originaltitel: Black Dawn) ist ein US-amerikanischer Actionthriller aus dem Jahr 2006. Der Film ist das Regiedebüt von Alexander Gruszynski und wurde direkt für den DVD-Markt produziert. Die Hauptrolle des Ex-CIA-Agenten Jonathan Cold spielt zum zweiten Mal Steven Seagal. Der Film ist die Fortsetzung des 2003 erschienenen Films The Foreigner – Der Fremde. In Deutschland wurde der Film am 30. März 2008 auf dem Privatsender ProSieben erstaufgeführt.

## Handlung
Jonathan Cold ist ein Ex-CIA-Agent und verkauft seine Dienste nun an den Höchstbietenden. Dieses Mal wird er beauftragt, einen gefährlichen Waffenhändler aus dem Gefängnis zu befreien. Als Arzt verkleidet verschafft sich Cold Zugang und spaziert mit dem Gefangenen hinaus. Doch die Ruhe trügt, Cold und der Gefangene werden erwischt. Cold stirbt.
Nachdem Cold als tot erklärt wurde, taucht er plötzlich wieder auf, um einer russischen Gangsterbande zu einer Atombombe zu verhelfen. Er wird von seiner ehemaligen Schülerin Amanda Stuart beobachtet, die in das Visier der Gangster gerät. Cold kann sie retten. Zusammen klären sie ein Komplott in den Reihen der CIA auf.

## Kritik
Der Film wurde der Kritik überwiegend negativ aufgenommen. Das Lexikon des internationalen Films bezeichnete den Film als einen „dem gealterten Heldendarsteller Steven Seagal auf den Leib geschriebenen konfektionierten Actionfilm“, der die „Klischees des Genres allzu behäbig bedient.“ David Nusair von Reel Reviews bezeichnet den Film als „mittelmäßig“. Zwar bescheinigte er Regisseur Alexander Gruszynski zumindest die „Ahnung eines [inhaltlichen] Zusammenhangs“. Doch beschränke er sich zu sehr auf Klischees, indem er auf „höhnische Bösewichter, doppelseitige Helden und einige andere Action-Ausstaffierungen“ zurückgreift. Seagals Leistung sei „typischerweise träge“, aber eine Steigerung zu dessen früheren Filmen.

## Synchronisation
Die deutsche Synchronisation erfolgte durch die Firma Scala Media GmbH in München. Dialogregie führte Peter Woratz, das Dialogbuch schrieb Stefan Sidak.